# Al Taliaferro
Charles Alfred Taliaferro, conegut com Al Taliaferro   (Montrose, 29 d'agost de 1905 - Glendale, 3 de febrer de 1969), va ser un artista que va treballar en la realització de còmics amb personatges de The Walt Disney Company. És conegut sobretot pels seus treballs fets amb l'Ànec Donald, encara que en els seus començaments va participar en les tires humorístiques de Mickey Mouse que es publicaven en els diaris.
Al Taliaferro va dibuixar historietes de l'Ànec Donald des de 1938 fins a la seua mort el 1969 a Glendale (Califòrnia). Quan la seua família es va mudar a Glendale (Califòrnia), Al va formar-se artísticament a l'"Institute of Art" de Califòrnia. El 5 de gener de 1931 va ser contractat pels Disney Studios com animador, si bé prompte se'l va traslladar al departament de tires còmiques. Entre 1932 i 1939, es va ocupar de la sèrie Silly Simphonies. En 1934, va dibuixar la seua primera historieta de l'Ànec Donald: L'aneguet savi. Taliaferro va crear un gran nombre de personatges, incloent a Jaumet, Jordinet i Joanet (Huey, Dewey and Louie), Bolivar, Grandma Duck o el cotxe de Donald, amb la matrícula 313; i també va ser el primer artista a il·lustrar Daisy Duck a una historieta còmica. Molts d'aquestos personatges van estar inspirats de membres de la seua família o entorn. Així per exemple els seus amics contaven que no podien veure a Daisy, la promesa de Donald sense pensar en Lucy, l'esposa de Taliaferro; l'Àvia Ànec era també el viu retrat de la mare de Lucy.